# Slåttestjärnen (Jörns socken, Västerbotten)
Slåttestjärnen är en sjö i Skellefteå kommun i Västerbotten och ingår i Byskeälvens huvudavrinningsområde.